# Луисеньо
Луисеньо (на английски: Louiseño) е Калифорнийско индианско племе живяло в около 50 малки села в басейна на река Сан Луис Рей в южна Калифорния.

## Име
Името луисеньо е взето от името на мисията Сан Луис Рей, други които били свързани с мисията Сан Хуан Капистрано са наречени хуаненьо. Двете групи също са наричани „Гечем“ или „Кечем“ по индианското име на мисиите. Самоназванието на луисеньо е „пайомкоуишум“ или „атаксум – хора“. Понякога, заедно с други Калифорнийски индианци свързани с испанските мисии са наричани с общото име Индианци от мисиити или Мисионерски индианци.

## Език
Езикът им е тясно свързан с езика на хуненьо, класифициран към подгрупата Купан на групата Такик на Юто-ацтекското езиково семейство.

## Култура
Спорид предварителни оценки, преди контакта с европейците луисеньо и хуаненьо наброяват общо около 10 000 души. През 1910 г. са регистрирани само 100 луисеньо. До края на 20 век населението им нараства до 1795 души.
Препитание на племето давали различни диви растителни храни. Хората още ловували дребен дивеч, ловяли риба и събирали черупчести мекотели по крайбрежието. Селата им, малки по размер били разположени главно по река Сан Луис Рей. Всяко село било управлявано от „нут“ (наследствен вожд), „паха“ (церемониален лидер) и „пуупулам“ (селски съвет). Основно жилище било конична колиба покрита с тръстика, треви или кора. Всяко село имало още церемониална колиба за потене вкопана в земята и покрита с пръст, както и церемониални открито заграждение.

## История
Още в началото на испанското присъствие някои луисеньо са покръстени и заселени в мисията Сан Диего де Алкала. Малко по-късно са създадени мисиите Сан Луис Рей и Сан Хеан Капистрано. През 1834 г. мисиите са секуларизирани и луисеньо и хуаненьо са оставани да се справят сами. Като цяло двете племена са приятелски настроени към белите заселници по време и след Златната треска. През 1875 г. Правителството създава няколко резервата и племето е заселено в тях. Федералният контрол върху резерватите и асимилационната политика водят до частично прекратяване на федералните услуги през 1950-те. Това стимулира племето да възобнови племенното самоуправление и самоопределение. През 1960-те благодарение на нови федерални програми за подпомагане на местното население, племето влиза в нова по-добра фаза на развитие. Днес луисеньо е едно от важните федерално признати племена в региона. То контролира 8 ранчерии или резервата, 5 в околностите на Сан Диего, 2 в околностите на Ривърсайд и 1 в околността на Сан Бернардино.